# Brahim Chioua
Brahim Chioua est un producteur de cinéma français né le 1er juillet 1955.

## Biographie
C'est un des fondateurs de la société de production Wild Bunch.

## Filmographie (sélection)
- 2007 : Mon meilleur ennemi de Kevin Macdonald
- 2007 : L'Avocat de la terreur de Barbet Schroeder
- 2012 : Shadow Dancer de James Marsh
- 2013 : La Vie d'Adèle : Chapitres 1 et 2 d'Abdellatif Kechiche
- 2013 : Les Salauds de Claire Denis
- 2013 : 11.6 de Philippe Godeau
- 2015 : Le Grand Partage d'Alexandra Leclère
- 2015 : Love de Gaspar Noé
- 2017 : Le Fidèle de Michaël R. Roskam
- 2021 : Oxygène d'Alexandre Aja
- 2021 : My Son de Christian Carion
- 2022 : Occhiali neri de Dario Argento
- 2022 : Coupez ! de Michel Hazanavicius

## Distinctions

### Nominations
- BAFTA 2014 : Meilleur film en langue étrangère pour La Vie d'Adèle : Chapitres 1 et 2
- César 2014 : César du meilleur film pour La Vie d'Adèle : Chapitres 1 et 2